# Дагда (бог)
Да́гда (др.‑ирл. Dagda, в буквальном переводе «Хороший бог») — божество ирландской мифологии, один из главных богов Племён богини Дану наряду с Лугом и Нуаду. Известен также как Эхад Оллатар (др.‑ирл. Eochaid Ollathair; Эхад Всеотец), Руд Роусса (др.‑ирл. Ruad Rofhessa; Алый Сверхзнающий), Самилданах (др.‑ирл. Samildanach), Кера (др.‑ирл. Cera; Творец), Фер Бенн (др.‑ирл. Fer Benn; Человек с рогом), Эсал (др.‑ирл. Easal), Эсал (др.‑ирл. Easal), Эгабал (др.‑ирл. Eogabal), Кром-Эха (др.‑ирл. Crom-Eocha) и Эброн (др.‑ирл. Ebron). Основным источником, из которого можно узнать биографию и атрибуты Дагды, является сага «Битва при Маг Туиред» (Cath Muige Tuired).
В старинном ирландском трактате «Выбор имён» рассказывается о том, что Дагда был богом земли; у него был котёл под названием «Неиссякающий» — одно из четырёх главных сокровищ Племён богини Дану (другими были меч Нуаду, пика Луга и Камень Судьбы, или Файлский камень). Согласно легендам, в этом котле каждый находил себе пищу в соответствии со своими заслугами, и поэтому никто никогда не оставался им недоволен. Дагда, считавшийся большим любителем и неутомимым поедателем овсяной каши, служил отражением примитивного сознания архаичных народов, питавшихся в основном зерном. Места, связанные с ним или названные в его честь, включают холм Уснех, Грианан Айлеха и Лох-Ней.
В древнем предании о второй битве при Маг Туиред, сохранившемся в составе Харлейского манускрипта, дано описание одеяний бога. На нём была коричневая рубаха с широким вырезом на вороте, едва прикрывавшая его бёдра, а поверх неё — широкая накидка, ниспадавшая с плеч. На ногах у него были башмаки из конской шкуры волосом наружу. Он повсюду таскал или, лучше сказать, возил за собой на колесе восьмизубую боевую палицу, оставляющую глубокую борозду, напоминавшую границы между владениями. Именно ей он был обязан своей славой непобедимого воина. В битве между богами и фоморами Дагда совершил славные подвиги; так, однажды он захватил в плен однорукое, четырёхголовое и стоногое чудовище по имени Мата, приволок его к «камню Бенна», что неподалёку от реки Бойн, и там убил его.
Дагда стал Верховным королём Племён богини Дану после ранения Нуаду. От богини Боанн (Бойн), супруги Нехтана, у него родился сын Оэнгус, или Энгус Мак Ок.
Всего у Дагды было семеро детей, из которых наибольшей известностью пользуются Бригита, Оэнгус, Мидхир, Огма, король сидов Бодб Дирг (Бодб Рыжий).
Благодаря своим атрибутам: котлу и палице, Дагду часто сравнивают с галльскими божествами Сукеллом и Огмием (первый изображался с молотом, второй — с дубиной). Кроме того, у Дагды была волшебная арфа, которая имела сразу два имени — «Древо двухголосое» «Четверозвучная десница». Она не могла издать ни звука без позволения своего хозяина.
В одной из старинных историй, сохранившихся в составе Лейнстерской книги, говорится, что когда боги делили между собой сиды, Оэнгуса на месте не оказалось. Вернувшись, он тут же потребовал у своего отца, Дагды, отдельный сид для себя. Дагда отвечал, что свободного больше не осталось, и тогда Оэнгус сделал вид, что смирился и попросил дать ему хотя бы побыть в отцовском сиде Бруг-на-Бойн всего на один день и одну ночь. Дагда согласился, однако, когда день и ночь миновали, Оэнгус наотрез отказался уходить из кургана. В своё оправдание он заявил, что ему было позволено остаться на день и на ночь, а ведь именно из дней и ночей и состоит вечность; поэтому он имеет право остаться в этом сиде навсегда. Дагда вполне удовлетворился таким объяснением и покинул лучший из своих дворцов.